# (25303) 1998 XE17
1998 أكس إي 17 (ويعرف أيضًا باسم (25303) 1998 أكس إي 17 وفق تسمية الكوكب الصغير) (بالإنجليزية: 1998 XE17)‏ هو كويكب ضمن حزام الكويكبات؛ وترتيبه 25303 من حيث الاكتشاف.
اكتُشف هذا الجُرم الفلكي بواسطة OCA–DLR Asteroid Survey ‏ في 8 ديسمبر 1998.

## وصلات خارجية
- (25303) 1998 XE17 في قاعدة بيانات مختبر الدفع النفاث لأجرام النظام الشمسي الصغيرة

- الاكتشاف · مخطط المدار ·  العناصر المدارية · المعلمات المادية

- (25303) 1998 XE17 على موقع ويكي سكاي: DSS2, SDSS, GALEX, IRAS, Hydrogen α, X-Ray, Astrophoto, Sky Map, Articles and images